# استاروعیسی‌یوو
استاروعیسی‌یوو (انگلیسی: Staroisayevo) یک شهرک در شهرستان نوریمانوفسکی استان باشقیرستان کشور روسیه است.